# Samir (jméno)
Samir je mužské křestní jméno. Jméno je arabského původu, znamenající společník při večerních hovorech. Ženskou podobou je Samira.

## Známí nositelé jména
- Samir Cavadzadə, arabský zpěvák
- Samir Amin, marxistický ekonom z Egypta
- Samir Beloufa, alžírský fotbalista
- Samir Zaoui, alžírský fotbalista
- Samir Azzouz, Holandský teroristický podezřelý
- Samir Geagea, libanonský politik
- Samir Ghanem, egyptský komik
- Samir Kassir, libanonský politik
- Samir Kuntar
- Samir Naqqash
- Samir Nasri, francouzský fotbalista
- Samir Mammadov, ázerbájdžánský boxer
- Semir Štilić, bosenský fotbalista

## Fiktivní nositelé
- Semir Gerkhan, dálniční policista z Kobry 11